# 褐背若鰺
褐背若鰺（学名：Carangoides praeustus），为輻鰭魚綱鱸形目鱸亞目鰺科若鰺屬下的一个种。

## 分類及命名
本種首先由一位不知名的作者在題《托馬斯·斯坦福德·萊佛士爵士的生活和公共服務的回憶錄》的出版物中進行科學描述。作者通常被認為是英國動物學家愛德華·特納·班尼特，但由於缺乏證據支持。這個物種以Caranx praeustus的名義出版，其中的模式種來自印度尼西亞的蘇門答臘島。這個分類後來被Pieter Bleeker改為Carangoides屬，並沿用至今。

## 分布
本魚分布於印度太平洋區，分成2個族群，西部族群分布在波斯灣至孟加拉灣；東部族群分布在暹羅灣、菲律賓及印尼海域，為洄游性魚類。

## 特徵

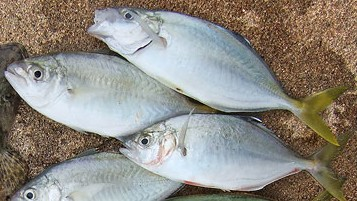
以釣鉤捕獲的褐背若鰺

本魚體呈長橢圓形而側扁，背側和腹側輪廓在凸起方面大致相等，具有2個背鰭，背鰭硬棘8枚，背鰭軟條21-24枚，臀鰭硬棘2枚，臀鰭軟條18-20枚，側線明顯，前半部呈弓形，上下頷具有不規則的小錐齒，背部棕色至銀藍色，腹部是銀色，有時帶有寬闊的黃銅色中邊區。第二背鰭葉是黑色，通常具有白色尖端，尾鰭是黃色，所有其他的鰭都是透明，體長可達25公分。

## 生態及經濟利用
棲息在沿海海域，會進行洄游，屬肉食性，以橈腳類及小魚為食，具有商業價值的食用魚，通常用拖網及鉤釣捕獲。

## 扩展阅读
- 維基物種上的相關：褐背若鰺